# Lutzmannsburg
Lutzmannsburg (in croato: Lucman, in ungherese: Locsmánd) è un comune austriaco di 887 abitanti nel distretto di Oberpullendorf, in Burgenland; ha lo status di comune mercato (Marktgemeinde).